# Тавиляно
Тавиля̀но (на италиански: Tavigliano; на пиемонтски: Tavijan, Тавиян) е село и община в Северна Италия, провинция Биела, регион Пиемонт. Разположено е на 659 m надморска височина. Населението на общината е 973 души (към 2010 г.).